# Ольгинское городское поселение
Ольгинское городско́е поселе́ние — городское поселение в Ольгинском районе Приморского края.
Административный центр — пгт Ольга.

## История
Статус и границы городского поселения установлены Законом Приморского края от 11 октября 2004 года № 145-КЗ «Об Ольгинском муниципальном районе»

## Население
| 2008  | 2010  | 2011  | 2012  | 2013  | 2014  | 2015  |
| ----- | ----- | ----- | ----- | ----- | ----- | ----- |
| 4837  | ↘4466 | ↘4452 | ↘4368 | ↗4369 | ↘4246 | ↘4196 |
| 2016  | 2017  | 2018  | 2019  | 2020  | 2021  |       |
| ↘4111 | ↘4016 | ↘3963 | ↘3902 | ↘3805 | ↘3444 |       |

## Состав городского поселения
В состав городского поселения входят 2 населённых пункта:
| № | Населённый пункт | Тип населённого пункта      | Население |
| - | ---------------- | --------------------------- | --------- |
| 1 | Ольга            | пгт, административный центр | ↘3041     |
| 2 | Серафимовка      | село                        | ↘277      |

## Местное самоуправление
1. 1 2 3  Итоги Всероссийской переписи населения 2020 года (по состоянию на 1 октября 2021 года)
2. ↑  Закон Приморского края от 11 октября 2004 года № 145-КЗ «Об Ольгинском муниципальном районе» (недоступная ссылка)
3. ↑  Ольгинский район 1.01.2008
4. ↑  Приморский край. Всероссийская перепись населения 2010 года (по состоянию на 14 октября 2010 года)
5. ↑  Приморский край. Оценка численности постоянного населения на 1 января
6. ↑  Численность населения Российской Федерации по муниципальным образованиям. Таблица 35. Оценка численности постоянного населения на 1 январ
7. ↑  Численность населения Российской Федерации по муниципальным образованиям на 1 января 2013 года. Таблица 33. Численность населения городских округов, муниципальных районов, городских и сельских поселений, городских населённых пунктов, сельских населённых пунктов — Росстат, 2013. — 528 с.
8. ↑  Таблица 33. Численность населения Российской Федерации по муниципальным образованиям на 1 января 2014 года
9. ↑  Численность населения Российской Федерации по муниципальным образованиям на 1 января 2015 года
10. ↑  Численность населения Российской Федерации по муниципальным образованиям на 1 января 2016 года — 2018.
11. ↑  Численность населения Российской Федерации по муниципальным образованиям на 1 января 2017 года — М.: Росстат, 2017.
12. ↑  Численность населения Российской Федерации по муниципальным образованиям на 1 января 2018 года — М.: Росстат, 2018.
13. ↑  Численность населения Приморского края на начало года 1.01.2019
14. ↑  Численность населения Российской Федерации по муниципальным образованиям на 1 января 2020 года
15. ↑  Численность постоянного населения Российской Федерации по муниципальным образованиям на 1 января 2024 года